# (9083) Ramboehm
(9083) Ramboehm (1994 WC4) – planetoida z pasa głównego asteroid okrążająca Słońce w ciągu 4,13 lat w średniej odległości 2,57 au. Odkryta 28 listopada 1994 roku.